# Radio Caroline

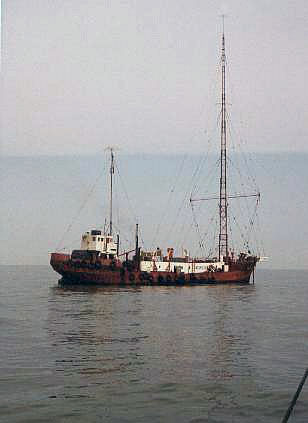
MV Mi Amigo, 1974, на нём базировалось «Radio Caroline South» 1964—1967

Radio Caroline («Радио Кэролайн») — британская радиостанция, основанная в 1964 году Роном О`Рэйли, чтобы вещать популярную музыку и не платить отчисления звукозаписывающим компаниям. Запрещённая всеми государствами в первое время, эта станция считалась пиратской.

## История
«Radio Caroline» начало работу вечером 27 марта 1964 года. Радио проводило вещание с судна «М. В. Caroline» (бывший датский паром «Fredericia»), которое встало на якорь в пяти километрах от побережья Филикстоу, за пределами британских территориальных вод. В апреле 1964 года с бывшего каботажного судна, вставшего на якорь, начало вещание радио «Mi Amigo». Обе станции работали независимо друг от друга в течение нескольких месяцев, но доход впоследствии был объединён. «Radio Caroline» переехало на якорную стоянку в Рэмси на острове Мэн и начало вещать под названием «Radio Caroline North», в то время как «Mi Amigo» было переименовано в «Radio Caroline South». Обе станции вещали на всю Великобританию, Ирландию и часть северной Европы.
Вскоре появились другие пиратские станции и их существование стало не устраивать правительство Великобритании. Британские законы не распространялись на нейтральные воды, но в 1967 году был издан «Акт о противозаконности морского радиовещания», по которому уголовному преследованию подвергались все пособники пиратов, проживавшие на территории королевства. Большинство морских радиостанций прекратило вещание, лишившись поставок топлива и провианта из Великобритании, но Radio Caroline наладило поставки из Нидерландов и продолжило вещать. Почти сразу, через полтора месяца после введения закона, «Би-Би-Си» представило новую музыкальную радиостанцию, которая являлась по сути точной копией Radio Caroline.
Подобные действия правительства лишили «Radio Caroline» доходов от рекламы, и уже в 1968 году оба судна были конфискованы кредиторами. Но на этом история с пиратской радиостанцией не закончилась: в начале 1970-х годов в прессе появились сообщения о начале телевещания «Caroline TV» с бортов двух самолётов. По слухам этот проект спонсировался Джоном Ленноном. В 1972 году «Radio Caroline» снова вышло в эфир с борта судна «Mi Amigo». На радио стало отдаваться предпочтение рок-музыке, а слоганом радиостанции стал: «Radio Caroline — первая и единственная европейская альбомная станция». Второе пришествие оказалось успешнее с финансовой точки зрения. Однако новый удар не заставил себя ждать, и в 1974 году в Нидерландах ввели «Закон о Морском радиовещании», аналогичный введённому ранее британскому. Тогда поставщиков нашли в Испании. История станции закончилась кораблекрушением в 1991 году, когда проржавевшее судно попало в шторм и село на мелях Гудуин.

## В искусстве
«Radio Caroline» послужило прототипом «Радио Рок» в фильме «Рок-волна».